# Das große Manöver
Das große Manöver (Originaltitel: Les grandes manœuvres) ist ein französisch-italienischer Spielfilm aus dem Jahre 1955. Unter der Regie von René Clair spielen Gérard Philipe, Michèle Morgan und Brigitte Bardot die Hauptrollen.

## Handlung
Die Geschichte spielt in einer nicht näher benannten Garnisonsstadt, irgendwo in der französischen Provinz kurz vor Beginn des Ersten Weltkriegs. Im Mittelpunkt des Geschehens steht der junge und adrette Leutnant Armand de la Verne vom 33. Dragonerregiment, ein Charmeur und Herzensbrecher. Eines Tages lässt er sich auf eine fragwürdige Wette ein, zu der ihn seine Kameraden, ein wenig eifersüchtig auf seinen Erfolg bei der Damenwelt, in einer Art Sektlaune angestachelt haben. Man wettet, dass Armand es nicht schaffe, kurz vor den bevorstehenden Manövern eine noch durch ein Los zu bestimmende Dame der Stadt zu erobern. Das Los trifft ausgerechnet die etwas spröde und leicht unterkühlt wirkende Marie Louise, die sich seit ihrer Scheidung betont distanziert gibt. Se ist nach ihrer Trennung aus Paris hierher gekommen und noch fremd in diesem Ort, wo sie vor kurzem als Modistin einen Modesalon eröffnet hat. Ein Verehrer, Victor Duverger, der zu den Honoratioren der Stadt zählt, hat ein Auge auf sie geworfen. Ehe er sie um ihre Hand bitten möchte, will er Marie-Louise peu à peu in die Gesellschaft einführen und seiner Familie vorstellen.
Armand spielt Marie-Louise gegenüber all seine Verführungskünste aus, um sie zu erobern. Für ihn ist, anders als für Marie-Louise, dies alles nur ein Spiel. Marie-Louise, die von Armands Ruf gehört hat, ist daher anfänglich sehr vorsichtig und zurückhaltend, was Armand noch mehr anspornt. Als sie irrtümlicherweise glaubt, dass er bei einem Duell getötet wurde, ist es jedoch um sie geschehen. Alle Vernunft ist dahin, der Widerstand erlahmt und ihr Herz für Armand entflammt. Doch auch Armand spürt, dass diesmal alles ganz anders ist. Aus seinem leichtfertigen Spiel wurde auch für ihn Ernst. Der Dragonerleutnant, der bislang noch keiner Frau treu geblieben ist, droht erstmals sein Herz zu verlieren. Doch der eifersüchtige Konkurrent Duverger informiert Marie-Louise, dass die Bemühungen Armands lediglich Teil einer Wette ist, die sogar schriftlich festgehalten wurde. Marie-Louise fühlt sich zutiefst verletzt.
Bevor am folgenden Tag zu den angekündigten großen Manövern ins freie Feld ausgerückt werden soll, haben sich die Offiziere erneut im Kasino eingefunden. Bei einem Festmahl soll jetzt auch das Ergebnis der Wette verkündet werden. Leutnant de la Verne möchte seinen Kameraden einräumen, dass er das erste Mal sein gestecktes Ziel nicht erreicht habe. Für ihn ist aus dem Spiel selbst längst Ernst geworden, auch er will wie Duverger Marie-Louise heiraten. In diesem Augenblick wird Armand vor die Tür gerufen. Eine Kutsche ist vor dem Kasino vorgefahren. Marie-Louise ist gekommen, um sich von Armand zu verabschieden, da sie ganz offensichtlich den ernsteren Absichten Duvergers glaubt und Armand für einen Menschen hält, der mit Gefühlen anderer spielt. Wie vom Donner gerührt, bleibt Armand zurück, als die Karosse mit seiner verlorenen Liebe davonfährt. Seine Kameraden kommen dazu und schleppen in feucht-fröhlicher Stimmung den verstörten, erstmals in seinem Leben von einer Frau verlassenen Armand mit sich. Als Armand und seine Kameraden am nächsten Tag ins Manöver ziehen, reitet der Offizier an Marie-Louises Haus vorbei. Ihr Fenster bleibt verschlossen, eine etwaige Bitte um Vergebung unerfüllt.

## Produktionsnotizen
Das große Manöver wurde vom 28. April bis zum 8. Juli 1955 gedreht. Die französische Erstaufführung erfolgte am 26. Oktober 1955 in Paris. Einen Tag zuvor soll der Film bereits in den USA angelaufen sein, seine Uraufführung in der UdSSR soll im selben Monat gewesen sein. 1956 kam der Film auch in die deutschen Kinos (West wie Ost).
Die Bauten entwarf Léon Barsacq, die Kostüme stammen aus der Hand von Rosine Delamare. Michel Boisrond assistierte Regisseur Clair.

## Kritiken
„Gerade die hervorragendste Qualität René Clairs ist seine ‚légèreté‘. In seinem neuen Film hat er den Reiz der guten alten Zeit, die bereits legendäre, sorgenlose Epoche vor dem ersten Weltkrieg leicht und unaufdringlich hervorgezaubert. Es ist, als wenn man gerührt ein altes Familienalbum betrachtet, und unter der Kamera verwelkte Blumen ihre ursprünglichen zarten Farben, altmodische Spitzenkleider ihre frühere bestechende Eleganz erhalten, und alte Polkamelodien mitreißend neu klingen. René Clair vermeidet jede Übertreibung und verfällt nicht in Flachheiten. (…) Er hat es sich nicht leicht gemacht und macht es auch dem Zuschauer nicht leicht, der … nur allmählich den Reiz und den Charme dieses Films entdeckt. (…) Gérard Philippe interpretiert hervorragend den jungen Leutnant Armand de la Verne, er ist der hübsche, etwas unbedeutende Offizier, der fesche, flotte Kamerad. Michèle Morgan ist leider nicht gleichermaßen für ihre Rolle geeignet. Sie ist zu kühl, zu distanziert und zu distinguiert. Nur in einigen Bildern und besonders in der Schlußszene wirkt sie überzeugend.“

„René Clair inszenierte empfindsam und zugleich sarkastisch die alte Geschichte von dem perfiden Verführungsplan, der sich in aufrichtige Liebe umsetzt. Als damenraffender Leutnant des fin du siècle fügt Gérard Philipe seinen zahlreichen Selbstparodien eine neue Nuance hinzu. Michèle Morgan darf als immerfort enttäuschte Liebende in der ihr eigenen, etwas milchigen Melancholie verharren. Regisseur Clair hat das Eastman-Color zu herbstlicher Milde gedämpft, und auch das Drehbuch erspart dem unseligen Paar alle krasseren Folgen wie Tod im Duell, Selbstmord oder Verlobung.“

„Hinreißend hat Rene Clair in vielen Stücken diese schmerzliche Vermengung von Liebelei und Liebe erzählt. Gerard Philipe, ein Leutnant wie aus dem schönsten Märchenbuch. Michele Morgan, eine melancholische Angebetete wie eh und je. Und dazu Brigitte Bardot und die ganze aus dem vergangenen Jahrhundert aufklingende Melodie einer geruhsamen Kleinstadt, irgendwo in der Provinz. Und die Herren Offiziere, die außer Frauen keine Sorgen haben. Und die Frauen, die Fenster und Türen öffnen, wenn die Soldaten durch die Stadt marschieren… Ein schönes Spiel mit der Liebe. Man läßt es sich gern vorspielen, auch dann, wenn man es sich gelegentlich lebhafter wünschte.“

„René Clairs ‚Großes Manöver‘ ist eine zerbrechliche und mitfühlende aber selten bewegende Schilderung der großen Leidenschaft. Seine Ansichten einer wahrhaft farbenprächtigen Vergangenheit rufen mehr erinnerungswürdige Eindrücke hervor.“

Im Lexikon des Internationalen Films heißt es: „René Clairs erster Farbfilm läßt die beiden Hauptdarsteller in dieser eigentlich banalen Geschichte brillieren; die außerordentlich liebevolle Inszenierung vermittelt das Können des Regisseurs, höchst intelligent und ironisch zu unterhalten.“

„Mit dem eleganten ‚Les Grandes Manoeuvres‘ (1955) … wahrte er seinen Ruf als der bedeutendste Filmpoet des französischen Kinos.“